# Fortropsparti
Et fortropsparti, somme tider betegnet avantgarden, er indenfor leninistisk kommunisme det politiske parti. Partiet skulle agere fortrop for den kommende kommunistiske revolution, og være ved magten frem til statssystemet kunne visne bort.

## Fodnoter
1. ↑  "Teorien om det kommunistiske parti | Arbejderen". Arkiveret fra originalen 18. september 2016. Hentet 16. august 2016.

| Politik | Spire Denne artikel om politik og ideologi er en spire som bør udbygges. Du er velkommen til at hjælpe Wikipedia ved at udvide den. |